# Opius alutaceator
Opius alutaceator är en stekelart som beskrevs av Fischer 1968. Opius alutaceator ingår i släktet Opius och familjen bracksteklar. Inga underarter finns listade i Catalogue of Life.